# UFO Diapolon - Guerriero spaziale
UFO Diapolon - Guerriero spaziale (ＵＦＯ戦士ダイアポロン?, UFO Senshi Daiapolon) è una serie televisiva anime di genere robotico del 1976.

## Produzione e distribuzione
Venne prodotta da Eiken nel 1976 in una serie di 26 episodi. Successivamente è stata realizzata una seconda serie di 21 episodi, intitolata UFO Senshi Daiapolon II; essa non è altro che un "rimaneggiamento" della prima serie con alcune scene aggiuntive. La serie registrò discreti ascolti in madrepatria, e le vendite dei giocattoli furono ottime.
Il Super Robot è il primo a "ricalcare" una figura sportiva. All'epoca, il football non era popolare in Giappone. 
È, inoltre, uno dei primi Super Robot, assieme a Jeeg, a presentare un modello alternativo di pilotaggio, a contrario dei primi esemplari di Go Nagai.
La serie è stata importata in Italia nei primi anni ottanta e trasmessa da numerose reti televisive locali, quali Super 3, T9 e Quinta Rete. La sigla italiana, UFO Diapolon, di F. Evangelisti e F. Micalizzi, è cantata da i Superobots. Le sigle originali di Masayuki Yamamoto sono cantate da Masato Shimon.
In Giappone, la serie è stata riproposta in HD attraverso quattro lussuosi cofanetti blu-ray pubblicati nel 2017. Il robot è stato anche oggetto di diversi modelli da collezionismo.

## Trama
La storia inizia nell'orfanotrofio La Casa del Cielo blu, dove vivono Takeshi e i suoi amici Miki, Goro e Matsuo. Takeshi è anche un brillante giocatore di football americano. Durante un forte temporale, il ragazzo viene colpito da una gigantesca lama di energia che gli trafigge il petto. Tra le nuvole si scorge la figura di un cavaliere su un destriero alato (il Dio Apolon), che trasmette l'energia nel petto di Takeshi, dunque un'astronave rapisce lui e i suoi amici. I ragazzi si risvegliano in una base comandata da uno scienziato, Labi, che rivela a Takeshi la sua vera origine: in realtà, il ragazzo è il Daiapolon, figlio del re Apolon, sovrano del pianeta omonimo. Labi spiega anche che il sovrano è stato ucciso anni prima dal popolo invasore dei Dazaan, che si sono impadroniti del Cuore di Energia. Il Cuore di Energia è formato da due pezzi, il dispositivo di assorbimento e l'Energia Chiave, quest'ultima "installata" nel petto di Takeshi poco prima che il padre venisse ucciso, in corrispondenza di un tatuaggio a forma di sole. L'Energia Chiave non solo aziona il Cuore di Energia, ma può sprigionare una forza speciale sfruttando i raggi solari, grazie alla quale Takeshi può assumere il comando del potente robot Diapolon (in originale Daiapolon) per respingere i Dazaan che vogliono occupare anche la Terra e riprendere l'Energia Chiave. Il Diapolon è il risultato dell'unione di tre robot minori: il robot Edda (Header) costituisce la testa; Trangu (Trunker) si converte nel tronco e infine Legga (Legger) compone l'addome e le gambe.
Dopo l'unione, Takeshi - grazie all'Energia Chiave - subisce un doloroso processo di ingigantimento del corpo, assumendo quasi le stesse dimensioni del Diapolon; il robot quindi diventa una sorta di armatura/corazza cibernetica dalle sembianze di un giocatore di football americano. Diapolon ha comunque una debolezza, la sua energia dipende dalla presenza dei raggi solari senza i quali si trova in balia dei nemici di turno. Takeshi e i suoi amici, alla guida di aerei di supporto dalla guisa di UFO, iniziano così una guerra senza quartiere contro i Dazaan, capeggiati dal comandante Gyranic, dal capitano Ydo e dall'infido Gumez. Gli alieni sono alla ricerca dell'Energia Chiave, e ricorrono ad ogni stratagemma possibile per sconfiggere Diapolon. Nel corso della serie gli esploratori UFO imparano a pilotare i robot Edda, Trangu e Legga anche singolarmente, in modo che Takeshi non si stanchi troppo trasformandosi in Diapolon. La base Apolon, in cui alloggia Labi, viene poi distrutta, uccidendo Ydo che era all'interno, ma viene sostituita da un'altra più potente. Infine, la squadra UFO troverà nel magma del vulcano Gyldera la roccaforte dei Dazaan, distruggendola e uccidendo il generale Gumez nella successiva battaglia contro il Diapolon. I posti di Ydo e Gumez saranno presi dal generale Jocket, sorella di Ydo, e da Balai.

### Il finale
Nelle ultime puntate si scopre che la madre di Takeshi non è morta, ma è prigioniera sul pianeta Dazaan. Labi installa in Edda una speciale apparecchiatura grazie alla quale Diapolon può viaggiare nello spazio aperto. Salutati gli amici, Takeshi parte così alla volta del pianeta Dazaan, che si scopre avvolto da uno strato di gas che potrebbe privare il robot dell'energia solare. Diapolon si libera dalle trappole preparate per fermarlo e dunque affronta un mostro molto grande e potente che lo mette alle corde (questo anche per la mancanza di energia solare). Takeshi riesce comunque a raggiungere la madre, ma per salvarla il ragazzo dovrebbe azionare un congegno a detonatore che farà esplodere tutto il pianeta. La regina Apolon rifiuta di essere salvata e propone al figlio di usare il Cuore di Energia per far rinascere la vegetazione sul pianeta martoriato, cosa che ritiene più importante della sua vita.
Diapolon deve scontrarsi ancora con il mostro Dazaan, ma stavolta a salvarlo è l'arrivo della nuova base Apolon e dei suoi amici, e si rifugiano in una gola per decidere il da farsi. Gyranic intanto, passato dalla parte del bene, cerca di aiutare la regina Apolon a scappare, ma questa preferisce che venga consegnato il Cuore di Energia a Diapolon per far rinascere la vegetazione sul pianeta.
Dopo l'operazione per estrarre l'Energia Chiave dal petto di Takeshi, il mostro Dazaan attacca la base Apolon, provocandone la distruzione, ma interviene nuovamente il Dio Apolon che fornisce a Takeshi nuova energia per combattere e riportare la pace. Il mostro viene così distrutto senza difficoltà, e vengono annientati così anche il generale Jocket e Balai. Il comandante Dazaan scappa su una nave spaziale portando con sé la regina Apolon in ostaggio. Gyranic, nascostosi precedentemente nell'astronave, vuole costringere il comandante a porre fine alla guerra, liberando anche la regina Apolon, ma viene messo fuori combattimento da una scarica di raggi. Obbedendo alla madre, Takeshi preferisce prima azionare il Cuore di Energia e far tornare a splendere il sole sul pianeta Dazaan; Gyranic dalla navicella assiste alla salvezza del suo pianeta, spirando subito dopo. Abbagliato, il comandante Dazaan causa un corto circuito che provoca un incendio su tutta la nave che lo brucerà vivo e ne provocherà l'esplosione. Takeshi può così riabbracciare la madre, rifugiatasi all'interno di una capsula di salvataggio, dopo aver salvato la Terra e il pianeta Dazaan.

## Episodi
| Nº | Titolo italiano Giapponese 「Kanji」 - Rōmaji                                                                      | In onda           | In onda |
| Nº | Titolo italiano Giapponese 「Kanji」 - Rōmaji                                                                      | Giapponese        |         |
| 1  | Attacco dall'impero dei Dazaan 「合身!!悪魔軍団を倒せ」 - Gō mi!! akuma gundan wo taose                            | 6 aprile 1976     |         |
| 2  | Un invasore dal pianeta Buio 「暗黒星雲から魔獣バグラドン来襲!!」 - Ankokuseiun kara majū baguradon raishū!!       | 13 aprile 1976    |         |
| 3  | L'amore tra padre e figlia 「旅客機をのむメカ獣アンゴーラ追撃!!」 - Ryokyakki wonomu meka kemono angōra tsuigeki!! | 20 aprile 1976    |         |
| 4  | Sasolinger contro l'armata UFO 「激闘!!サソリンガー対ＵＦＯ少年団」 - Gekitō!! sasoringa tsui UFO shōnendan        | 27 aprile 1976    |         |
| 5  | La sfida dei Dazaan 「鉄騎兵＋円盤鉄人＝破壊軍団」 - Tetsu kihei + enban tetsujin = hakai gundan                   | 4 maggio 1976     |         |
| 6  | L'attacco di Gyldaloss 「なぜだ!?合身できない!!」 - Nazeda!? gō mi dekinai!!                                       | 11 maggio 1976    |         |
| 7  | L'invincibile Gangaroo 「強襲!!カンガルーキックの嵐」 - Kyōshū!! kangarūkikku no arashi                            | 18 maggio 1976    |         |
| 8  | Diapolon e l'energia chiave 「メカ獣から小犬を助けろ！」 - Meka kemono kara koinu wo tasuke ro!                    | 25 maggio 1976    |         |
| 9  | La costellazione dei Dazaan 「少年の笛に巨獣が泣いた」 - Shōnen no fue ni kyo kemono ga nai ta                     | 1º giugno 1976    |         |
| 10 | Il principio della fusione 「合身！危機一髪!!」 - Gō mi! kikiippatsu!!                                             | 8 giugno 1976     |         |
| 11 | Il segreto della distruzione di Apolon 「出た!!必殺デストロイの秘密」 - Deta!! hissatsu desutoroi no himitsu       | 15 giugno 1976    |         |
| 12 | Attacco in Formazione X 「行くぞ!!友情のＸ攻撃」 - Iku zo!! yūjō no X kōgeki                                       | 22 giugno 1976    |         |
| 13 | Mia madre viene dalla Stella Apolon 「おいらの母ちゃんはアポロン星人」 - Oirano kaachan ha aporon seijin           | 29 giugno 1976    |         |
| 14 | Nessuna via d'uscita 「どうする!?氷結・絶体絶命!!」 - Dōsuru!? hyōketsu. zettaizetsumei!!                          | 6 luglio 1976     |         |
| 15 | Operazione distruzione T 「砕け！Ｍ作戦・大地震攻撃」 - Kudake!M sakusen. daijishin kōgeki                         | 13 luglio 1976    |         |
| 16 | Assassini dallo spazio 「潜入！宇宙からの暗殺団!!」 - Sennyū! uchū karano ansatsu dan!!                            | 20 luglio 1976    |         |
| 17 | L'uomo dello strano pianeta 「敵か!?味方か!?謎の星人現わる!!」 - Teki ka!? mikata ka!? nazo no seijin arawa ru!!   | 27 luglio 1976    |         |
| 18 | Tre secondi all'esecuzione 「処刑３秒前！決死の救出作戦!!」 - Shokei 3 byō mae! kesshi no kyūshutsusakusen!!       | 3 agosto 1976     |         |
| 19 | UFO 22: sabotaggio 「ＵＦＯ22！秘密改造計画完了!!」 - UFO 22! himitsu kaizō keikaku kanryō!!                       | 10 agosto 1976    |         |
| 20 | Ecco la nuova Apolon 「ニュー・アポロン基地南極に浮上!!」 - Nyū. aporon kichi nankyoku ni fujō!!                   | 17 agosto 1976    |         |
| 21 | Un'eclisse da 13 minuti! 「がんばれ！黒い太陽は13分だ!!」 - Ganbare! kuroi taiyō ha 13 fun da!!                    | 24 agosto 1976    |         |
| 22 | Via! Per la rotta più breve 「マコを救え！敵中突破で一直線!!」 - Mako wo sukue! teki naka toppa de icchokusen!!    | 31 agosto 1976    |         |
| 23 | L'attacco al vulcano Gyldera 「突入せよ！敵陣ギルデラ火山発見」 - Totsunyū seyo! tekijin girudera kazan hakken     | 7 settembre 1976  |         |
| 24 | L'esplosione di Gyldera 「幻の母は鋼鉄獣にいた!!」 - Maboroshi no haha ha kōtetsu kemono niita!!                   | 14 settembre 1976 |         |
| 25 | Partenza per Dazaan 「すぐ行くぜ母さん！ダザーン星突入!!」 - Sugu iku ze kaasan! dazan hoshi totsunyū!!            | 21 settembre 1976 |         |
| 26 | La regina dello spazio 「母さんの涙が宇宙に平和を呼んだ」 - Kaasan no namida ga uchū ni heiwa wo yon da            | 28 settembre 1976 |         |

## Doppiaggio
Il doppiaggio della serie fu affidato allo studio TONY FUSARO&CO. di Tony Fusaro mentre la distribuzione fu, come nel caso di molte altre serie, appannaggio della I.T.B.
| Personaggio                  | Doppiatore originale | Doppiatore italiano |
| ---------------------------- | -------------------- | ------------------- |
| Takeshi                      |                      | Tony Fusaro         |
| Labi                         |                      | Mauro Bosco         |
| Goro                         | Keisuke Yamashita    | Leo Valeriano       |
| Miki                         | Kazue Komiya         | Cristina Piras      |
| Matsuo                       | Sachiko Chichimatsu  | Cristina Piras      |
| Hideki                       | Kiyoshi Komiyama     | Massimo Dapporto    |
| Gyranik                      | Shōzō Iizuka         | Dario Ghirardi      |
| Ydo                          |                      | Ermanno Ribaudo     |
| Balai                        |                      | Willy Moser         |
| Direttrice dell'Orfanotrofio |                      | Franca De Stradis   |
| Regina del pianeta Apolon    |                      | Franca De Stradis   |
| Generale Gumez               |                      | Vittorio Battarra   |
| Dazaan                       | Toshiya Sugita       |                     |
| Narratore                    | Osamu Ichikawa       | Tony Fusaro         |